# Olga Preobrazhenskaya
Olga Preobrazhenskaya (24 de julho de 1881 - Moscou, 31 de outubro de 1971) foi uma diretora de cinema russa.